# Vlagtwedde (gemeente)

Topografische gemeentekaart van Vlagtwedde, september 2017

Vlagtwedde (uitspraakⓘ) (inwoners per 30 april 2017: 15.966, bron: CBS) is een voormalige gemeente in het zuidoosten van de Nederlandse provincie Groningen in de streek Westerwolde. De gemeente besloeg een oppervlakte van 170,30 km² (waarvan 1,24 km² water). Het gemeentehuis stond in Sellingen.
In 1822 werd de toenmalige gemeente Bourtange (met de dorpen Ter Apel, Bourtange en Sellingen) opgeheven en bij de gemeente Vlagtwedde gevoegd. In 1968 werd Hebrecht van de voormalige gemeente Bellingwolde - dat vanaf toen samen met Wedde de nieuwe gemeente Bellingwedde ging vormen - toegevoegd aan de gemeente Vlagtwedde.
Op 1 januari 2018 fuseerde Vlagtwedde met Bellingwedde tot de nieuwe gemeente Westerwolde.

## Kernen
In de gemeente Vlagtwedde bevonden zich de volgende kernen:
| Inwoners per plaats in 2010          |          |                                         |          |
| Plaatsnaam                           | Inwoners | Plaatsnaam                              | Inwoners |
| Ter Apel                             | 5.815    | Sellingerbeetse                         | 225      |
| Vlagtwedde                           | 1.950    | Stakenborg                              | 210      |
| Sellingen                            | 1.070    | Ter Wisch                               | 205      |
| Ter Apelkanaal                       | 695      | Munnekemoer                             | 190      |
| Bourtange                            | 415      | Harpel                                  | 135      |
| Burgemeester Beinsdorp               | 400      | Laudermarke                             | 120      |
| Jipsingboermussel en Zandberg (ged.) | 390      | Jipsinghuizen en Plaggenborg            | 140      |
| Jipsingboertange                     | 175      | Vlagtwedder-Veldhuis                    | 115      |
| De Maten                             | 160      | Ellersinghuizen                         | 85       |
| Laude                                | 35       | Hebrecht                                | 85       |
| Wollinghuizen                        | 40       | Pallert                                 | 75       |
| Leemdobben en Lammerweg              | 170      | Weite                                   | 50       |
| Agodorp                              | 575      | Barnflair                               | 235      |
| Veele                                | 220      | Verspreide woningen gemeente Vlagtwedde | 2.255    |
| Bron CBS                             |          |                                         |          |

Overige officiële kernen:
| - Agodorp - Abeltjeshuis - Bakovensmee - Borgertange - Borgerveld - De Bruil - Hanetange - Hasseberg - 't Heem - Lauderbeetse - Lauderzwarteveen - Over de Dijk - Overdiep - Poldert - Renneborg - Rhederveld |  | - Rijsdam - Roelage - 't Schot - Sellingerzwarteveen - Slegge - Stobben - Ter Borg - Ter Haar - Ter Walslage - Veerste Veldhuis - Vlagtwedder-Barlage - Weende - Weenderveld - Wessingtange - Wollingboermarke - Zuidveld |

Ondanks het grote aantal officiële kernen telde de gemeente slechts vijf postcodes:
- 9541 Vlagtwedde
- 9545 Bourtange
- 9551 Sellingen
- 9561 Ter Apel
- 9563 Ter Apelkanaal
- Alle 60 dorpen en buurtschappen kregen in 2008 een eigen plaatsnaambord.

## Politiek

### Gemeenteraad
De gemeenteraad van Vlagtwedde bestond uit 17 zetels. De samenstelling van 1998 tot 2018 was als volgt:
| Gemeenteraadszetels | Gemeenteraadszetels | Gemeenteraadszetels | Gemeenteraadszetels | Gemeenteraadszetels | Gemeenteraadszetels |
| Partij              | 1998                | 2002                | 2006                | 2010                | 2014                |
| ------------------- | ------------------- | ------------------- | ------------------- | ------------------- | ------------------- |
| Gemeentebelangen    | 2                   | 3                   | 4                   | 5                   | 5                   |
| CDA                 | 5                   | 5                   | 3                   | 3                   | 4                   |
| PvdA                | 5                   | 4                   | 6                   | 4                   | 3                   |
| VVD                 | 3                   | 3                   | 2                   | 2                   | 1                   |
| GroenLinks          | 1                   | 1                   | 1                   | 2                   | 1                   |
| ChristenUnie        | 1                   | 1                   | 1                   | 1                   | 1                   |
| PvdD                | -                   | -                   | -                   | -                   | 1                   |
| D66                 | -                   | -                   | -                   | -                   | 1                   |
| Totaal              | 17                  | 17                  | 17                  | 17                  | 17                  |

### Stedenbanden
Vlagtwedde had partnerschappen met:
- Andrésy (Frankrijk), sinds 2000[3]
- Haren (Duitsland), sinds 1972[4]
- Międzyrzecz (Polen), sinds 1991[4]